# Чантіко

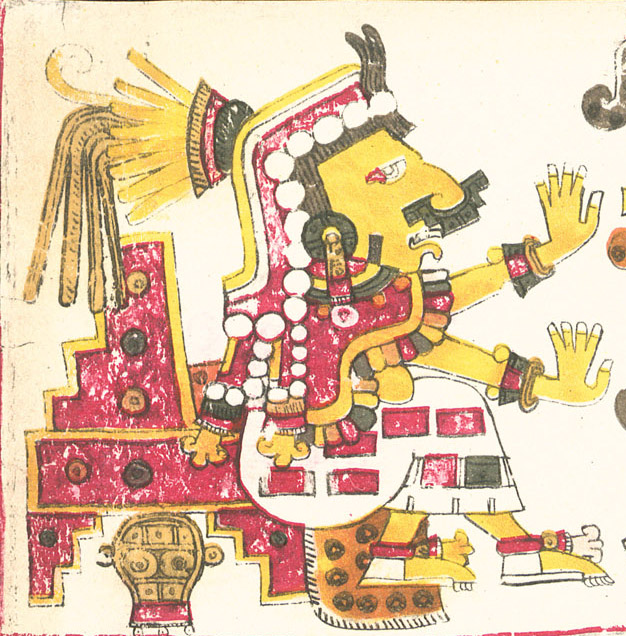

Чантіко (Chantico) — богиня домашнього вогнища, череневих пожеж, серцевого вогню, вогню вулканів, дозрівання кукурудзяних качанів у ацтекській міфології. Її ім'я перекладається як «Та, що мешкає в оселі». Має інше ім'я Куаушолотль (Лісовий собака). Також часткового ототожнюється з богинею Койольшаукі. Є покровителем дня Кіауітль (дощ) та 18 трецени (1 Вітер — 13 Ягуар) священного календаря.

## Опис
Зображувалася з червоно-чорним обличчям, на голові носить корону з отруйних шипів, а на спині — жменя променів. Її символами були червона змія та колючка кактуса. Часто з'являється в образі (її науатль) отруйної змії червоного кольору.

## Міфи
Є дружиною бога Шіутекутлі. Коли вона порушила заборону вживання в їжу перцю паприки (за іншим варіантом чилі) в дні посту і з'їла смажену рибу з паприкою, верховний бог Тонакатекутлі перетворив її на собаку.
Водночас вона піклується про захист особистих та домашніх речей й суворо карає тих, хто їх бере без дозволу, зокрема крадіїв. Вважалося, що дає в оселі тепло і світло.

## Культ
Їй поклонялися на вершині гори Тепейак, у перший день 4 трецени — 1 квітка, що відповідає 23 березня.